# 에이미 린제이
에이미 린제이(Amy Lindsay, 1966년 9월 3일 ~ )는 미국의 배우, 텔레비전 배우, 영화배우, 포르노 배우이다.
콜럼버스에서 태어났다.

## 영화
- 스크램블드 (2014년)
- 처녀 파티 2017 (2014년) - 매리 역
- 패러독스 앨리스 (2012년)
- 밀프 (2010년) - 홀리 리스 역
- 허스 (2007년)
- 리얼리티 섹스 (2005년)
- 배드 비즈니스 (2003년)
- 카마수트라 (2000년)
- 쾌락탐험대 (1998년)
- 육체의 거래 (1998년)
- 다크 댄서 (1995년)